# Departamento San Javier (Santa Fe)
Das Departamento San Javier liegt im Osten der Provinz Santa Fe im Zentrum Argentiniens und ist eine von 19 Verwaltungseinheiten der Provinz. 
Es grenzt im Norden an das Departamento General Obligado, im Osten, getrennt durch den Río Paraná, an die Provinzen Corrientes und Entre Ríos, im Süden an das Departamento Garay und im Westen an die Departamentos Vera und San Justo. 
Die Hauptstadt des Departamento San Javier ist das gleichnamige San Javier.

## Städte und Gemeinden
Das Departamento San Javier ist in folgende Gemeinden aufgeteilt:
- Alejandra
- Cacique Ariacaiquín
- Colonia Durán
- La Brava
- Romang
- San Javier